# Aeroportul Aribinda
Aeroportul Aribinda (IATA: XAR, ICAO: DFOY) este un aeroport din Sahel Region⁠(d), Burkina Faso.
Situat la o altitudine de 323 m, aeroportul dispune de o singură pistă.